# Genshiken
Genshiken (げんしけん?) es una serie de manga escrita e ilustrada por Shimoku Kio. Fue publicada en la revista de antológica de Kōdansha Afternoon desde junio de 2002 hasta mayo de 2006, siendo reimpresa en nueve volúmenes tankobon. El noveno y último volumen fue lanzado en Japón en diciembre de 2006.

## Argumento
La historia gira en torno a un grupo de jóvenes estudiantes universitarios afiliados a un club llamado «Sociedad por el estudio de la cultura visual moderna» (現代視覚文化研究会 Gendai shikaku bunka kenkyūkai?), centrado en actividades otaku como el estudio y análisis de series de anime. Este club sufre de la falta de miembros y eventos para realizar, además de la discriminación en general por parte de la comunidad universitaria, así como reciben del desprecio por parte del club de manga, el cual tiene abundantes miembros pero es dirigido por un sujeto de dudosa calidad moral.
La historia toma fuerza con la llegada de nuevos miembros entre los cuales se encuentra un joven que encaja perfectamente en el estereotipo de un otaku; otro joven que, a la inversa, nunca encajaría en este estereotipo por su apariencia física (es guapo, viste a la moda y tiene mucho éxito con las chicas); una joven hasta cierto punto «normal» y frívola; y finalmente otra joven recién llegada de los Estados Unidos que es aficionada al cosplay. Tomando estos elementos se puede ver muy bien lo que es la vida diaria de un típico otaku, las convenciones especializadas en fanzines, los videojuegos, el cosplay, los model kits, etc. Todo esto en torno a las reuniones diarias en el local universitario del club.

## Personajes

### Genshiken
Kanji Sasahara (笹原 完士 Sasahara Kanji?)
Seiyū: Takanori Ooyama
El tercer presidente de Genshiken. Al principio esta en negación acerca de su naturaleza otaku, pero poco después Sasahara finalmente se acepta como tal. Ama los juegos hentai de PC a pesar de no poseer un equipo hasta el volumen 3. Cuando Sasahara asume el título de Presidente del Genshiken cedido por Harunobu Madarame, su primera decisión es establecer su propio stand en el Comifest y lanzar un dōjinshi . Mientras Sasahara es un otaku "normal", su inquebrantable lealtad a un único personaje ("Ritsuko Kübel Kettenkrad", la "Presidenta" de la serie "Kujibiki Unbalance") le hace sobresalir entre los demás. Incluso el dōjinshi creado por Genshiken bajo su liderazgo está basado en su serie favorita. Sasahara renuncia a ser Presidente durante su último año para centrarse en estudiar y encontrar un empleo y pasa el título a Kanako Ohno. Mientras Sasahara comienza como un miembro de Genshiken tranquilo y reservado, se transforma en un individuo de más fuerte voluntad, especialmente durante su Presidencia. Si bien no es completamente seguro en sí mismo, es capaz de encontrar un empleo como un editor de manga y contraatacar incluso contra sus propias dudas para confesar sus sentimientos a Chika Ogiue. Al final del primer lanzamiento del manga, Sasahara aún está saliendo con Ogiue y acepta el hecho de que ella le está usando como un modelo directo de dōjinshi. Sasahara también ayuda a Ogiue proporcionando críticas y siendo un editor no oficial, a pesar del posible riesgo a su relación. 
Makoto Kōsaka (高坂 真琴 Kōsaka Makoto?)
Seiyū: Mitsuki Saiga
Es el novio de Saki. A simple vista no es el estereotipo de un otaku, quizás por ser atractivo y amigable, aunque en el grupo es, probablemente, el más otaku de todos y quien menos esconde sus gustos y aficiones. Es un chico despreocupado, de un temperamento demasiado relajado y siempre sonriente. Su pasión son los videojuegos, especialmente los de combate; se le vio ganar varias competiciones a lo largo de la serie.
Saki Kasukabe (春日部咲 Kasukabe Saki?)
Seiyū: Satsuki Yukino
Es la novia de Makoto. Es una chica normal que detesta a los otakus siendo incapaz de entender sus gustos desmedidos. Saki asistía constantemente al Genshiken por su novio, aunque no se consideraba miembro de este. Al comienzo es violenta, crítica y manipuladora con los miembros del club, pero poco a poco deja sus abusos sobre ellos y llega a ser más amigable. A pesar de su nula afición hacia la cultura otaku, a lo largo de la serie realiza varias acciones paradójicas, como salvar la asociación cuando el Consejo Estudiantil iba a cerrarla o realizar un cosplay como castigo tras haber sido la causante del cierre parcial del Genshiken por el incendio que provocó. Termina siendo miembro oficial del grupo.
Kanako Ohno (大野加奈子 Ohno Kanako?)
Seiyū: Ayako Kawasumi
Es una aficionada al cosplay que se une al Genshiken. Es un personaje tímido que se abochorna fácilmente y quien se convierte rápidamente en alguien cercana a Saki Kasukabe. La segunda pasión de Ohno es un fetichismo hacia el yaoi con personajes masculinos calvos y musculosos de edad media. A lo largo de la serie existe una química entre Ohno y Tanaka que se va incrementando, hasta estos llegar a salir, llegando a su punto máximo en el volumen 4 del manga. 
Harunobu Madarame (斑目 晴信 Madarame Harunobu?)
Seiyū: Nobuyuki Hiyama
Estudiante de segundo año, delgado y con gafas. Es un otaku extremo y fiel fanático de Gundam. Es la contraparte de Saki, por ser el estereotipo de otaku por excelencia dentro del grupo. Es quien muestra mayor iniciativa en el grupo, incluso antes de ser electo presidente de éste. Él lleva su fanatismo a un grado casi obsesivo, gastando casi todo su dinero en dōjinshi, manga y eroges, dejando poco dinero para comprar comida u otros gastos. A pesar de que él es el principal antagonista de Saki, llegan a convertirse en buenos amigos, y entonces cae poco a poco y secretamente enamorado de ella, pero sin tener el coraje de declararse durante 3 años, seguro de que sus sentimientos no tienen oportunidad de ser correspondidos. 
Mitsunori Kugayama (久我山 光紀 Kugayama Mitsunori?)
Seiyū: Kenji Nomura
Es un joven grande y robusto que tartamudea y habla muy bajo. Es un verdadero artista del manga, pero carece de la motivación para publicar sus trabajos.
Sōichirō Tanaka (田中 総市郎 Tanaka Sōichirō?)
Seiyū: Tomokazu Seki
Es un aficionado a la confección de trajes para cosplay y al ensamblaje de robots a escala, arte que enseña posteriormente a parte de los miembros del Genshiken, lo cual se toma muy en serio. Es el encargado de realizar los trajes de cosplay usados en las actividades del club, como los trajes usados por Ohno y Saki. A lo largo de la serie se ve su interés por Ohno, con quien termina saliendo. Su gran distintivo son sus ojos afilados siempre cerrados.
Chika Ogiue (荻上 千佳 Ogiue Chika?)
Seiyū: Kaori Mizuhashi
El quinto presidente de Genshiken y exmiembro de la sociedad del Manga, Ogiue es una chica que dice odiar a los otakus, especialmente a las chicas otakus, pero es indiscutiblemente una fan de yaoi incluso más perversa que Ohno. Como Kugayama es una dotada en dibujar manga. Ogiue tiene la tendencia a fantasear con encuentros homosexuales "yaoi" entre los hombres que ella conoce en la vida real, especialmente Sasahara y Madarame. Ogiue tiene una visión terrible, normalmente llevando lentes de contacto. Habla un dialecto de Tohoku cuando no habla a japonés formal. Se caracteriza distintivamente por su peinado como pincel, y cuando se exalta su último recurso es tratar de saltar de una ventana cercana, no importa en qué piso del edificio esté. En secundaria, a petición de su amigo Nakajima, Ogiue dibujó un dōjinshi yaoi basado en su novio Makita, con quien ella había estado saliendo secretamente. Makita encontró el dōjinshi y avergonzado luego se transfirió a una escuela diferente. Este incidente es la fuente del trauma de Ogiue y continuó obsesionándola hasta que ella comienza a enamorarse y salir con Sasahara, quien tiene mucha comprensión de sus fantasías yaoi y el amor por el dibujo. En el relanzamiento del club, Ogiue logró conseguir a tres nuevos miembros en Genshiken (sin contar a Sue) gracias a su demostración de grandes obras de arte. Ella ha contratado a los cuatro miembros del club de primer año como sus asistentes por su trabajo profesional de manga.
Kuchiki Manabu (朽木 学 Manabu Kuchiki?)
Seiyū: Akira Ishida
Introducido en el segundo volumen del manga, Kuchiki ingresa por completo al Genshiken junto con Ogiue en volumen cuatro, aparentemente después de ser pateado por el Club de Anime. Kuchiki es un individuo excesivo, ruidoso y molesto, llegando a ser desvergonzado y repulsivo en su fijación con las chicas. Quiere ser apodado Kuchi (クッチー Kucchī?) y disfruta cuando la gente utiliza este apodo. Llama a las chicas acortando sus nombres y usando los sufijos -chan, -chi y -tan. Usa expresiones y movimientos exagerados, tomando muchas veces frases y gestos de muchos personajes del anime.No se avergüenza de hacer cosplay del género sexual que sea. Kuchiki es uno de los dos grandes jugadores de juegos de lucha en Genshiken, junto a Kousaka. Dos veces se esfuerza para ser nombrado el próximo Presidente de Genshiken, solo para ser sobrepasado por Ohno y, a continuación, Ogiue. En el relanzamiento del manga, se revela que Kuchiki no necesita buscar un empleo ya que tiene garantizado un trabajo en un banco local gracias a conexiones familiares.

### Segunda generación de Genshiken
Estos personajes fueron introducidos en el manga Genshiken Nidaime, que es la continuación de Genshiken. El primer volumen de esta manga es ser numerado como volumen 10, Hay cuatro nuevos miembros de Genshiken en el relanzamiento del manga, incluyendo a Susanna Hopkins, uno de los amigos americanos de Ohno.
Rika Yoshitake (吉武 莉華 Yoshitake Rika?)
Seiyū: Sumire Uesaka
Yoshitake es una estudiante de primer año que decidió unirse al Genshiken después ver la demostración de dibujo del cartel de Ogiue, viendo y sintiendo los aspectos fujioshi y reconociendo a Ogiue como una fujoshi. Ella es delgada, usa gafas, es brillante y alegre, pero también es un poco manipuladora como se ve cuando obtuvo todos los cosplay, una hazaña que ni siquiera Ohno podría lograr. Yoshitake fue uno de los asistentes pagados de Ogiue cuando necesitaba ayuda para su manga profesional.
Mirei Yajima (矢島 美怜 Yajima Mirei?)
Seiyū: Yumi Uchiyama
Yajima es una estudiante de primer año que también decidió unirse al Genshiken después de ver el cartel de manga de demostración de Ogiue. Ella también es una fujoshi, aunque no es tan flagrante como Yoshitake. Ella tiende a usar ropa de hombre. Ella tiene un tiempo muy duro en aceptar a Hato aunque ella sabe toda la historia detrás de él y rutinariamente trata de detenerlo. Yajima también es uno de los ayudantes pagados de Ogiue en su manga profesional, encargándose de la eliminación de líneas de lápiz y limpieza de la página general.
Kenjiro Hato (波戸 賢二郎 Hato Kenjiro?)
Seiyū: Kazutomi Yamamoto (hombre), Ai Kakuma (mujer)
Hato es un estudiante varón de primer año y el último en unirse al Genshiken durante el liderazgo de Ogiue. Aunque él es heterosexual, Hato comparte el amor fujoshi por el yaoi, convirtiéndolo en un "fudanshi". Debido a esto, Hato decidió adoptar a un rol femenino, con una voz femenina perfecta y solo asiste reuniones del Genshiken como una chica, aunque asiste a clases como un chico. Incluso después de que los miembros de Genshiken descubren su secreto, Hato insiste en transformarse para las reuniones, el antiguo miembro del Genshiken, Madarame deja a Hato cambiarse en su apartamento. Como una chica, Hato ve y suena tan bien como una, tanto que los chicos en el campus comienzan a tratar de aprender más acerca de esta "belleza misteriosa" que solo se muestra después de clases durante el día. De hecho, tuvo un tiempo difícil con Yajima, por creer que alguien que ve tan hermosa como una chica realmente no podía ser un chico, pero ella vio la evidencia de primera mano cuando Yoshitake y Hato llegaron a su apartamento y el trío llegó borracho. como los demás, Hato es también uno de los asistentes pagados de Ogiue su manga profesional. luego, está a cargo del dibujo.

### Otros miembros
Presidente fundador/"Prez" (初代会長 Shodai kaichō?)
Seiyū: Yūji Ueda
Este personaje es el primer presidente del club, cuyo nombre nunca se revela. Es inquietantemente tranquilo y muy sigiloso, se traslada de un lugar a otro como humo sin que nadie lo vea (asusta a Saki en particular), aunque él parece inofensivo en gran medida en la superficie. Él parece tener una gran cantidad de conocimientos sobre la escuela y muchos de los estudiantes, aunque él niega haber escondido las cámaras o cualquier otro medio de espionaje sobre ellos. Ha sido jefe de la Genshiken más atención que la mayoría para recordar; algunos indicios de ir atrás hasta 1987. A menudo está encima de edificios, mirando en la sala del club. Abandona su puesto como Presidente para trabajar en su tesis de posgrado, dando a entender que él está trabajando en su doctorado. Comienza la costumbre del actual Presidente personalmente elegir su sucesor. Los títulos de los primeros 12 episodios del anime pueden interpretarse como la "investigación" que ha llevado a cabo sobre los incautos compañeros-miembros del club, como títulos de después de su salida son mucho más mundanos.
Keiko Sasahara (笹原 恵子 Sasahara Keiko?)
Seiyū: Kaori Shimizu
Keiko es la hermana pequeña de Kanji, que lleva un estilo de vida de kogal. Ella está flagrantemente enamorada de Kousaka, a disgusto de Saki. Ella incluso intenta convertirse en una otaku y obtiene dibujada en el mundo otaku (al punto) cuando ella parece como algunas de las acciones de Ohno dōjinshi con ella. En el volumen 6, ella se muda al apartamento de Kanji para poder tomar el examen de entrada de la Universidad de Shiiou y falla, pero ella se mete en Ohka Business College. La única razón para hacerlo es para unirse a Genshiken y estar más cerca de Kousaka.
Haraguchi (原口?)
Seiyū: Koji Ishii
El "miembro fantasma" del Genshiken, Haraguchi rara vez se presenta en la sala del club, y cuando lo hace, casi siempre es mala noticia. Es también miembro de la sociedad de Manga y de la sociedad de Anime, pero no ha pagado su cuota de miembro para ninguno de ellos. Llamado "Haraguro" por aquellos que tienen la mala suerte de conocerlo, él es rotundamente rechazado por todo el mundo en todos los grupos de tres y solo es tolerado regañadientes por sus conexiones entre artistas de manga semi-profesional muy promocionado.

### Amigos americanos de Ohno
Susana Hopkins (スザンナ・ホプキンス?)
Seiyū: Yuko Goto
Es una de las amigas americanas de Ohno, Susanna (más conocida como Susie o Sue), es una niña pequeña con un ávido interés en yaoi. Susana sobresalta entre los otros miembros de Genshiken utilizando comillas de manga en japonés (escrito en katakana para mostrar su desconocimiento de la lengua). Como ella hace gana en comprensión, su respuesta únicamente en Comillas hace lo claro cuánto japonés entiende, mucho para disgusto de Ogiue y los otros. Su amplio conocimiento de citas de manga y se sugiere que Susanna es versada en ambos, habiendo visto Neon Genesis Evangelion, Kimi ga Nozomu Eien, puño de la estrella del Norte, Saint Seiya, Neko-Yasha, Mahoromatic, Azumanga Daioh, Doraemon y Lupin III, entre otros. También parece estar obsesionado con la cultura japonesa. En cuanto a su edad, es indeterminado, y quienes lo saben (es decir, Ohno) se niegan a decirlo. Susanna desea estudiar en Japón en un futuro cercano. En el relanzamiento del manga, Sue se ha transferido a la Universidad de Shiiou y es un estudiante de primer año y un nuevo miembro del club de Genshiken. Ella está muy cerca de Ogiue y todavía dice varias citas de manga y anime. Ella es empleada por Ogiue como una de sus asistentes para su manga oficial.
Angela Burton (アンジェラ・バートン?)
Seiyū: Yuki Kaida
Otra de las amigas norteamericanas de Ohno, Ángela es muy al contrario de Sue que porque ella es alta, madura y muy amigable. Ángela es una chica muy atlética y es capaz de soportar posando para fotografías de cosplay aún más tiempo que incluso un cosplayer experimentado como Ohno. Ella es muy aficionada a la serie de manga y anime General Gyororo. Ángela goza de los doujinshi "orientados a los hombres" y "orientados a las mujeres". Ella también tiene un poco de un fetiche de gafas (que le hace sentir un poco atraída por un tiempo a Madarame, el primer miembro que seduce). Ángela no parecen ser capas de hablar mucho con los japoneses, con su vocabulario limitado a términos como sō-uke ("total inferior," obviamente aprendida a través de su interés en yaoi dōjinshi). Sin embargo en el anime cuando personajes hablan japonés alrededor de ella, sabe lo que están diciendo en inglés, implicando que ella tiene una comprensión básica de japonés incluso si ella no lo habla.

### Otros estudiantes de la Universidad de Shiiou
Takayanagi (高柳?)
Seiyū: Eiji Yanagisawa
Un miembro de la sociedad de Manga, Takayanagi es amistoso con los miembros de Genshiken y se ve conversando con ellos de vez en cuando sobre diversas cuestiones. Un caso notable, es que se encuentra en la posición envidiable en el medio de la batalla entre las chicas de su club y Ogiue, que había intentado unirse. Él está muy aliviado porque Ogiue se une al Genshiken, como las otras chicas de Genshiken son ya odiadas por las chicas de la sociedad de Manga por diversas razones.
Yabusaki (薮崎?)
Seiyū: Reiko Takagi
Una de las chicas en la sociedad de la Manga al que Ogiue intentó unirse, parece albergar un fuerte resentimiento hacia Ogiue. Critica a  Ogiue por hablar en su dialecto de Tohoku, cuando ella no habla formalmente, Yabusaki ella habla en un dialecto Kansai muy pronunciada, lo que según ella asusta a los de Kanto. Cuando Ogiue es rechazada como un proveedor para los próximos ComiFes, Yabusaki (a regañadientes) invita a Ogiue a convertirse en un artista invitado en el dōjinshi de su propio círculo. A pesar de que solo aparece hacia el final del manga, ella aparece mucho antes en el anime, en el episodio 3 de la temporada 2.
Naoko Asada (麻田 直子 Asada Naoko?)
Seiyū: Momoko Saito
Una de las amigas de Yabusaki y miembro de la Sociedad de Manga que habla de forma muy irregular. Su verdadero nombre nunca es revelado en el manga original, pero que recibió el nombre de "Asada" para la segunda temporada del anime Genshiken en los créditos finales. En el  capítulo 63 del relanzamiento de Genshiken, ella es llamada como "Naoko" por Yabusaki. Algunos fanes han utilizado el Romaji "Nyaako" para su nombre (probablemente a causa de sus gatunos expresiones faciales), pero el sitio de Wikipedia Japón tiene la ortografía Hiragana de su nombre como "あさだ なおこ" - ASADA Naoko.
Kato (加藤?)
Seiyū: Eri Nakao
Kato es una misteriosa chica de la sociedad de manga, que siempre lleva el pelo sobre la cara. En algún momento, ella se interesa en ser amiga de Ogiue, y se dispone a hacer precisamente eso a pesar del disgusto de sus compañeras. En realidad, ella es bastante buena, pero pocos parecen saber esto debido a la forma en que ella esconde su rostro.

## OVAS
Entre diciembre de 2006 y abril de 2007 se publicaron tres OVAS que continúan la historia original.
Después del incidente de Saki, se presentan personajes nuevos entre ellos una chica llamada Chika Ogiue que tiene problemas con los «homo-dōjinshi», a pesar de ser ella una aficionada al manga «yaoi». También a Manabu Kuchiki, un personaje que en la serie no ingresa en un principio al club, pero luego lo hace gracias al permiso de Saki.

## Cameo
En algunas escenas se aprecia además menciones disimuladas de animes como Code Geass, Monogatari Series, Gundam, Haruhi Suzumiya, Madoka Magica, Lucky Star y, por supuesto, Kujibiki Unbalance